# Elektronikus Leitz Iratrendező
Az Elektronikus Leitz Iratrendező (röviden: ELO) egy szoftver, mely dokumentumokat és elektronikus tartalmakat kezel. Az iratrendezés menete, és rendszerezése hasonló képen zajlik, mint a klasszikus papíron alapuló iratkezelés. Egy virtuális archívumban szekrények állnak, amikben olyan iktatott iratrendezők vannak, melyeket a felhasználók rendszereznek és tartalommal töltenek meg. Ez a szoftver a dokumentumkezelő (DMS - document management system) és vállalati tartalomkezelő (ECM - enterprise content management) kategóriába tartozik.

## Termékcsalád
Az Elektronikus Leitz Iratrendező többféle formában létezik: ELOoffice a kis cégeknek, és a vállalatok egyes osztályainak, ELOprofessional a közép vállalatoknak, és ELOenterprise a nagyvállalatoknak.
ELOoffice
Az ELOoffice az alap iratkezelést és archiválást tartalmazza. A programban lehetőség van a dokumentumok szkennelésére és azok kezelésére. Ez a program elsősorban egyszemélyes munkaállomásokra és kis csoportokra van tervezve. Az adatok egy Microsoft Access adatbázisban tárolódnak. Ebben az ELOoffice archívumonként 200.000 dokumentumot tud tárolni. Ez a 4 rendelkezésre álló archívummal összesen 800.000 dokumentumot jelent.
ELOprofessional
Az ELOprofessional felépítésében és testreszabási lehetőségeiben jelentősen különbözik az ELOoffice-tól. A program alapja kliens-szerver felépítésen nyugszik, mely Microsoft Windows szerveren fut. Ez a megoldás lehetővé teszi a tetszőleges bővítést. (lásd modulok) Ez a rendszer Microsoft SQL, Oracle és IBM DB2 adatbankokkal dolgozik. A beépített workflow motor segítségével végig lehet követni és előre meg lehet tervezni az olyan vállalati folyamatokat, mint a bejövő számlák kezelése vagy az iratrendezés, és a kiosztott feladatok elvégzése.
ELOenterprise
Az ELOenterprise azoknak a multinacionális cégeknek készült, melyek a dokumentumkezelést több telephely között bonyolítják. Ez a program nincs a Microsoft-Windows rendszerhez kötve és olyan operációs rendszereken is fut, mint az Unix, vagy a Linux. Az ELOenterprise magas fokon skálázható, folyamatos rendelkezésre állást követelő rendszerekhez lett tervezve.

## Modulok
A három központi szoftveren kívül melyek az ELOoffice, ELOprofessional és az ELOenterprise, számos modul és illesztő felület áll rendelkezésre. A modulok az alap programot további funkciókkal bővítik. Ilyenek a számlák automatikus kezelése, a tömeges adat importálás, a helyzettől független hozzáférés az archívumokhoz, portálokon és mobiltelefonokon keresztül. Az illesztő felületek lehetővé teszik a kapcsolatot és adatcserét számos üzleti alkalmazással, mint például kereskedői rendszerek (ERP), ügyfélkezelési rendszerek (CRM), tervezői alkalmazások (CAD), vagy portál és e-mail rendszerek.

## Ügyfelek
A MAN, Südzucker és a Lufthansa csak néhány nagynevű ügyfél, akik évek óta az ELO termékeivel dolgoznak.

## ECM kezdeményezés
Hat másik német ECM gyártóval együtt (d.velop, EASY, Optiaml-Systems, Saperion, SER és Windream) létrejött egy kampány, mely az ECMjetzt nevet viseli. A kezdeményezésnek a célja, hogy nagyobb körben ismertté tegye az ECM megoldásokat.

## ELO Digital Office GmbH
Az Elektronikus Leitz Iratrendezőt az ELO Digital Office GmbH gyártja. A termék neve utal a vállalat gyökereire. Az ELO a Louis Leitz Konzern családi vállalkozásból jött létre. 1996-ban a mai ügyvezetők, Karl-Heinz Mosbach és Matthias Thiele még a Leitz cégnél megalapították az elektronikus dokumentumkezelés üzleti ágazatot. Az ELO-nak világszerte 180 munkatársa van, székhelye Stuttgartban található. A termékek értékesítése több mint 10 nyelven, 100%-ban indirekt módon, több mint 600 üzleti partneren keresztül történik. A következő országokban találhatók ELO telephelyek: Magyarország, Ausztria, Svájc, Franciaország, Belgium, Hollandia, Dánia, Lengyelország, Csehország, Szlovákia, Románia, Olaszország, Indonézia és Ausztrália. Az ELO a vezető szerepet tölt be a dokumentumkezelés (DMS) területén. Összesen több mint 450.000 munkahelyen használnak jelenleg is az ELO termékeit.

## Külső hivatkozások
- A cég weboldala
- Termékcsalád Archiválva 2009. május 23-i dátummal a Wayback Machine-ben